# Нганасани
Нганасани (на нганасански: няа, ня) е самоедска етническа група, живееща в най-северните части на Сибир в Русия.
Традиционно нганасаните говорят нганасански език, религията им е форма на шаманизъм и водят номадски живот, прехранвайки се главно с лов на северни елени. В средата на XX век съветските власти ги заселват в селища южно от традиционната им територия, в сегашния Таймирски долгано-ненецки район на Красноярски край. Броят им е около 900 души.